# Lisa Zaiser
Lisa Zaiser (* 23. August 1994 in Spittal an der Drau) ist eine österreichische Schwimmerin. Sie hat sich auf das Lagenschwimmen spezialisiert.

## Werdegang
Ihren ersten internationalen Erfolg feierte Zaiser, die für den ASV Linz startet und von Mag. Marco Wolf trainiert wird, mit dem sechsten Rang bei den Olympischen Jugendtagen in Belgrad 2007. Bei den Österreichischen Nachwuchsmeisterschaften 2008 sicherte sich Zaiser neben fünf Goldmedaillen auch einmal Silber und einmal Bronze. Bei den Meisterschaften der Senioren im gleichen Jahr gewann sie zwei Bronzemedaillen. Auch bei den Hallenstaatsmeisterschaften 2009 war sie erfolgreich und gewann drei Bronze- und eine Silbermedaille.
Bei den Jugendeuropameisterschaften 2009 in Prag wurde sie Zwölfte über 200 Meter Lagen. Ein Jahr später sicherte sich Zaiser bei den Österreichischen Staatsmeisterschaften ihre ersten beiden nationalen Titel. Bei den Junioreneuropameisterschaften 2010 in Helsinki verpasste sie knapp eine Medaille und wurde am Ende einmal Vierte und einmal Fünfte.
Bei den Kurzbahneuropameisterschaften 2011 in Stettin stellte Zaiser über die 100 Meter Lagen mit einer Zeit von 1:00,77 Minuten einen neuen österreichischen Rekord auf.
Bei den Österreichischen Hallenmeisterschaften in Graz 2012 gewann sie drei Titel über 100 Meter Brust, 200 Meter Lagen und 50 Meter Delfin und erreichte mit einer Zeit von 2:14,09 Minuten über 200 Meter Lagen die Qualifikation für die Olympischen Sommerspiele 2012 in London. Mit diesem Erfolg war sie bei Olympia als 17-Jährige die jüngste Schwimmerin aus Österreich.
Bei den Spielen schlug sie überraschend bekannte Schwimmerinnen wie Sycerika McMahon und Eygló Ósk Gústafsdóttir und musste sich nur um eine Hundertstelsekunde der zweimaligen Olympiateilnehmerin Hanna Dserkal aus Ungarn geschlagen geben. Als am Ende nur 19. verpasste sie jedoch wenig später den Einzug ins Halbfinale.
Bei den Österreichischen Staatsmeisterschaften 2014 in St. Pölten gewann Zaiser sieben Einzeltitel und einen Staffeltitel.
Bei den Schwimmeuropameisterschaften 2014 in Berlin erschwamm sie sich die Bronzemedaille über 200 Meter Lagen.
Der Sportpresseklub Kärnten wählte sie 2014 zur "Kärntner Sportlerin des Jahres", 2015 belegte sie Rang 2.
Anfang August 2018 beendete Zaiser wegen gesundheitlicher Probleme im Lendenwirbelbereich ihre Laufbahn.